# انابا
انابا یک منطقهٔ مسکونی در جیبوتی است که در اقلیم علی صبیح واقع شده‌است.

## خصوصیات
انابا ۲۱۰ نفر جمعیت دارد و ۳۴۰ متر بالاتر از سطح دریا واقع شده‌است.